# División de Honor de Futsal
La División de Honor (DH), anteriormente conocida como Campeonato Argentino de Clubes Campeones, es la competición nacional de primera división de clubes de futsal de Argentina. Fue creada en 1980 y es organizada por la Confederación Argentina de Fútbol de Salón (CAFS).
Es el torneo más antiguo de clubes a nivel federal de la rama masculina, habiéndose disputado 44 ediciones desde su creación hasta el momento, dejando un total de 22 equipos campeones.
Se disputa anualmente y compiten los mejores equipos de cada temporada de las asociaciones y federaciones regionales afiliadas a la CAFS.
La competencia es considerada la máxima categoría por excelencia de clubes de fútbol de salón en Argentina y uno de los campeonatos más importantes de América del Sur y el mundo.
El equipo más ganador de la competición es Universidad Nacional de Rosario con siete títulos conseguidos entre 1982 y 2000. También es el equipo que más finales disputó con un total de nueve.
Otro dato a destacar es el dominio de los clubes de la Provincia de Mendoza a lo largo de su historia, sumando 13 títulos obtenidos por Mendoza de Regatas, Andes Talleres, Jockey Club y Don Orione.
Desde su creación hasta el año 2000 llevó el nombre de Campeonato Argentino de Clubes Campeones, que fue reemplazado por el de División de Honor a partir de 2001.

## Historia
Las primeras dos ediciones del torneo (1980 y 1981) se disputaron en la ciudad de Corrientes (Argentina), como homenaje a la Asociación Correntina de Fútbol de Salón (ACFS), organismo pionero en la disciplina a nivel nacional e internacional, que sentó un precedente para la creación de la Confederación Argentina de Futsal (1964) y la Confederación Sudamericana de Futsal (1965).
Hasta el último Campeonato Argentino (2000), el club más ganador fue el representativo de la Universidad Nacional de Rosario, con 7 títulos. Le siguen Jockey Club, Andes Talleres -ambos de Mendoza- y el Centro Hebraica Corrientes, todos con 2 títulos.

## Campeonatos
Todos los campeones y subcampeones del Campeonato Argentino de Clubes Campeones (1980-200) y la División de Honor (2001-).
| Año                                      | Edición                                                                  | Sede                                                                     | Campeón                                                                  | Final Resultado                                                          | Subcampeón                                                               | Tercer lugar                                                             | Resultado                                                                | Cuarto lugar                                                             |
| Campeonato Argentino de Clubes Campeones | Campeonato Argentino de Clubes Campeones                                 | Campeonato Argentino de Clubes Campeones                                 | Campeonato Argentino de Clubes Campeones                                 | Campeonato Argentino de Clubes Campeones                                 | Campeonato Argentino de Clubes Campeones                                 | Campeonato Argentino de Clubes Campeones                                 | Campeonato Argentino de Clubes Campeones                                 | Campeonato Argentino de Clubes Campeones                                 |
| ---------------------------------------- | ------------------------------------------------------------------------ | ------------------------------------------------------------------------ | ------------------------------------------------------------------------ | ------------------------------------------------------------------------ | ------------------------------------------------------------------------ | ------------------------------------------------------------------------ | ------------------------------------------------------------------------ | ------------------------------------------------------------------------ |
| 1980                                     | I                                                                        | Corrientes                                                               | San Jorge                                                                | 0-0 pro. (3-2) p.                                                        | Newell's Old Boys                                                        |                                                                          |                                                                          |                                                                          |
| 1981                                     | II                                                                       | Corrientes                                                               | Centro Hebraica Corrientes                                               | 1-1 pro. (4-3) p.                                                        | Hermanos Maristas                                                        |                                                                          |                                                                          |                                                                          |
| 1982                                     | III                                                                      | Montecarlo                                                               | Universidad Nacional de Rosario                                          | 3-1                                                                      | All Stars                                                                |                                                                          |                                                                          |                                                                          |
| 1983                                     | IV                                                                       | Buenos Aires                                                             | Deportivo Lasserre                                                       | 3-1                                                                      | Universidad Nacional de Rosario                                          |                                                                          |                                                                          |                                                                          |
| 1984                                     | V                                                                        | Río Grande                                                               | Centro Hebraica Corrientes                                               | 3-1                                                                      | Andes Talleres                                                           |                                                                          |                                                                          |                                                                          |
| 1985                                     | VI                                                                       | Comodoro Rivadavia                                                       | Andes Talleres                                                           | -                                                                        | San Martín                                                               |                                                                          |                                                                          |                                                                          |
| 1986                                     | VII                                                                      | Comodoro Rivadavia                                                       | Universidad Nacional de Rosario                                          | -                                                                        | Jockey Club                                                              |                                                                          |                                                                          |                                                                          |
| 1987                                     | VIII                                                                     | Rosario                                                                  | Andes Talleres                                                           | -                                                                        | Universidad Nacional de Rosario                                          |                                                                          |                                                                          |                                                                          |
| 1988                                     | IX                                                                       | Comodoro Rivadavia                                                       | Casino Club                                                              | -                                                                        | Servando Bayo                                                            |                                                                          |                                                                          |                                                                          |
| 1989                                     | X                                                                        | Caucete                                                                  | Universidad Nacional de Rosario                                          | -                                                                        | Pájaro Juniors                                                           |                                                                          |                                                                          |                                                                          |
| 1990                                     | XI                                                                       | Mendoza                                                                  | Mendoza de Regatas                                                       | -                                                                        | Instituto Provincial de la Vivienda                                      |                                                                          |                                                                          |                                                                          |
| 1991                                     | XII                                                                      | Formosa                                                                  | Universidad Nacional de Rosario                                          | -                                                                        | Gral. San Martín                                                         |                                                                          |                                                                          |                                                                          |
| 1991                                     | XIII                                                                     | Caleta Olivia                                                            | Universidad Nacional de Rosario                                          | -                                                                        | Cañadón Seco                                                             |                                                                          |                                                                          |                                                                          |
| 1992                                     | XIV                                                                      | Buenos Aires                                                             | Ateneo Popular Versailles                                                | -                                                                        | Mendoza de Regatas                                                       |                                                                          |                                                                          |                                                                          |
| 1994                                     | XV                                                                       | Río Grande                                                               | Gral. San Martín                                                         | -                                                                        | Servando Bayo                                                            |                                                                          |                                                                          |                                                                          |
| 1995                                     | XVI                                                                      | Mendoza                                                                  | Jockey Club                                                              | -                                                                        | Guaraní                                                                  |                                                                          |                                                                          |                                                                          |
| 1996                                     | XVII                                                                     | Ushuaia                                                                  | Don Manuel                                                               | -                                                                        | Jockey Club                                                              |                                                                          |                                                                          |                                                                          |
| 1997                                     | XVIII                                                                    | Montecarlo                                                               | Jockey Club                                                              | 4-3                                                                      | Confitería Avenida                                                       |                                                                          |                                                                          |                                                                          |
| 1998                                     | XIX                                                                      | Mendoza                                                                  | Mendoza de Regatas                                                       | -                                                                        | Jockey Club                                                              |                                                                          |                                                                          |                                                                          |
| 1999                                     | XX                                                                       | Ushuaia                                                                  | Universidad Nacional de Rosario                                          | -                                                                        | Argentino Sirio                                                          |                                                                          |                                                                          |                                                                          |
| 2000                                     | XXI                                                                      | Posadas                                                                  | Universidad Nacional de Cuyo                                             | -                                                                        | Forestal                                                                 |                                                                          |                                                                          |                                                                          |
| División de Honor de Futsal              |                                                                          |                                                                          |                                                                          |                                                                          |                                                                          |                                                                          |                                                                          |                                                                          |
| 2001                                     | XXII                                                                     | Corrientes                                                               | Casino Club                                                              | -                                                                        | Crucero del Norte                                                        |                                                                          |                                                                          |                                                                          |
| 2002                                     | XXIII                                                                    | Mendoza                                                                  | Crucero del Norte                                                        | -                                                                        | Andes Talleres                                                           |                                                                          |                                                                          |                                                                          |
| 2003                                     | XXIV                                                                     | Rosario                                                                  | Mendoza de Regatas                                                       | -                                                                        | Casa Magallanes                                                          |                                                                          |                                                                          |                                                                          |
| 2004                                     | XXV                                                                      | Mendoza                                                                  | Mendoza de Regatas                                                       | -                                                                        | Rosario Rowing Club                                                      |                                                                          |                                                                          |                                                                          |
| 2005                                     | XXVI                                                                     | Río Grande                                                               | Roman Futsal                                                             | -                                                                        | O'Higgins                                                                |                                                                          |                                                                          |                                                                          |
| 2006                                     | XXVII                                                                    | Mendoza                                                                  | Casino Club                                                              | -                                                                        | Estrella Federal                                                         |                                                                          |                                                                          |                                                                          |
| 2007                                     | XXVIII                                                                   | Trelew                                                                   | Juventud de CLEAR                                                        | -                                                                        | Casino Club                                                              |                                                                          |                                                                          |                                                                          |
| 2008                                     | XXIX                                                                     | Puerto Piray                                                             | Pesquera Juancito                                                        | -                                                                        | Mendoza de Regatas                                                       |                                                                          |                                                                          |                                                                          |
| 2009                                     | XXX                                                                      | Mendoza                                                                  | Mendoza de Regatas                                                       | -                                                                        | Juventud de CLEAR                                                        |                                                                          |                                                                          |                                                                          |
| 2010                                     | XXXI                                                                     | Posadas                                                                  | Don Orione                                                               | 6-1                                                                      | Andes Talleres                                                           |                                                                          |                                                                          |                                                                          |
| 2011                                     | XXXII                                                                    | Mendoza                                                                  | Villa Pearson                                                            | 5-3                                                                      | Mendoza de Regatas                                                       |                                                                          |                                                                          |                                                                          |
| 2012                                     | XXXIII                                                                   | Ushuaia                                                                  | Itapúa Tenis Club                                                        | 5-2                                                                      | Andes Talleres                                                           | Sindicato de Petroleros                                                  | 4-1                                                                      | Deportivo Caseros                                                        |
| 2013                                     | XXXIV                                                                    | Esquel y Trevelin                                                        | SuperNico                                                                | 6-5                                                                      | Villa Pearson                                                            | Mendoza de Regatas                                                       | 3-2                                                                      | Don Orione                                                               |
| 2014                                     | XXXV                                                                     | Posadas                                                                  | Casa Magallanes                                                          | 3-1                                                                      | Andes Talleres                                                           | Cementista                                                               | 4-3                                                                      | Estrella Federal                                                         |
| 2015                                     | XXXVI                                                                    | Mendoza                                                                  | Andes Talleres                                                           | 1-0                                                                      | Casa Magallanes                                                          | Óptica Social                                                            | 6-4                                                                      | CEJUSA                                                                   |
| 2016                                     | XXXVII                                                                   | Esquel y Trevelin                                                        | Casa Magallanes                                                          | 3-1                                                                      | Jockey Club                                                              | Estudiantil Porteño                                                      | -                                                                        | Cementista                                                               |
| 2017                                     | XXXVIII                                                                  | Mendoza                                                                  | Estudiantil Porteño                                                      | 2-1                                                                      | Autolavado El Tiburón                                                    | Cementista                                                               | 4-1                                                                      | Jockey Club                                                              |
| 2018                                     | XXXIX                                                                    | Misiones Interior                                                        | Estudiantil Porteño                                                      | 6-0                                                                      | Plastimi                                                                 | Villa Malcolm                                                            | 3-1                                                                      | Andes Talleres                                                           |
| 2019                                     | XL                                                                       | Rosario                                                                  | Flamengo                                                                 | 3-1                                                                      | Don Orione                                                               |                                                                          | -                                                                        |                                                                          |
| 2020                                     | No hubo competencias oficiales por la Pandemia de COVID-19 en Argentina. | No hubo competencias oficiales por la Pandemia de COVID-19 en Argentina. | No hubo competencias oficiales por la Pandemia de COVID-19 en Argentina. | No hubo competencias oficiales por la Pandemia de COVID-19 en Argentina. | No hubo competencias oficiales por la Pandemia de COVID-19 en Argentina. | No hubo competencias oficiales por la Pandemia de COVID-19 en Argentina. | No hubo competencias oficiales por la Pandemia de COVID-19 en Argentina. | No hubo competencias oficiales por la Pandemia de COVID-19 en Argentina. |
| 2021                                     | No hubo competencias oficiales por la Pandemia de COVID-19 en Argentina. | No hubo competencias oficiales por la Pandemia de COVID-19 en Argentina. | No hubo competencias oficiales por la Pandemia de COVID-19 en Argentina. | No hubo competencias oficiales por la Pandemia de COVID-19 en Argentina. | No hubo competencias oficiales por la Pandemia de COVID-19 en Argentina. | No hubo competencias oficiales por la Pandemia de COVID-19 en Argentina. | No hubo competencias oficiales por la Pandemia de COVID-19 en Argentina. | No hubo competencias oficiales por la Pandemia de COVID-19 en Argentina. |
| 2022                                     | XLI                                                                      | Formosa                                                                  | Casa Magallanes                                                          | 3-1                                                                      | Jockey Club                                                              | Flamengo                                                                 | 4-1                                                                      | Andes Talleres                                                           |
| 2023                                     | XLII                                                                     | Mendoza                                                                  | Jockey Club                                                              | 3-0                                                                      | Flamengo                                                                 | Cementista                                                               | 5-2                                                                      | La Reserva                                                               |
| 2024                                     | XLIII                                                                    | Misiones Interior                                                        | Mendoza de Regatas                                                       | 3-2                                                                      | Club Alemán                                                              | Andes Talleres                                                           | 4-1                                                                      | Flamengo                                                                 |
| 2025                                     | XLIV                                                                     | Esquel                                                                   | Por disputarse                                                           | Por disputarse                                                           | Por disputarse                                                           | Por disputarse                                                           | Por disputarse                                                           | Por disputarse                                                           |

## Palmarés

### Títulos por equipos
| Equipo                              | Campeón                                      | Subcampeón                       | Tercer lugar | Cuarto lugar |
| ----------------------------------- | -------------------------------------------- | -------------------------------- | ------------ | ------------ |
| Universidad Nacional de Rosario     | 7 (1982, 1986, 1989, 1991, 1992, 1999, 2000) | 2 (1983, 1987)                   |              |              |
| Mendoza de Regatas                  | 6 (1990, 1998, 2003, 2004, 2009, 2024)       | 2 (1993, 2008, 2011)             |              |              |
| Andes Talleres                      | 3 (1985, 1987, 2015)                         | 5 (1984, 2002, 2010, 2012, 2014) |              |              |
| Jockey Club                         | 3 (1995, 1997, 2023)                         | 5 (1986, 1996, 1998, 2016, 2022) |              |              |
| Casa Magallanes                     | 3 (2014, 2016, 2022)                         | 2 (2003, 2015)                   |              |              |
| Casino Club                         | 3 (1988, 2001, 2006)                         | 1 (2007)                         |              |              |
| Centro Hebraica Corrientes          | 2 (1981, 1984)                               | 0                                |              |              |
| Estudiantil Porteño                 | 2 (2017, 2018)                               | 0                                |              |              |
| Gral. San Martín                    | 1 (1994)                                     | 1 (1991)                         |              |              |
| Crucero del Norte                   | 1 (2002)                                     | 1 (2001)                         |              |              |
| Juventud de CLEAR                   | 1 (2007)                                     | 1 (2009)                         |              |              |
| Don Orione                          | 1 (2010)                                     | 1 (2019)                         |              |              |
| Flamengo                            | 1 (2019)                                     | 1 (2023)                         |              |              |
| San Jorge                           | 1 (1980)                                     | 0                                |              |              |
| Deportivo Lasserre                  | 1 (1983)                                     | 0                                |              |              |
| Ateneo Popular Versailles           | 1 (1993)                                     | 0                                |              |              |
| Don Manuel                          | 1 (1996)                                     | 0                                |              |              |
| Roman Futsal                        | 1 (2005)                                     | 0                                |              |              |
| Pesquera Juancito                   | 1 (2008)                                     | 0                                |              |              |
| Villa Pearson                       | 1 (2011)                                     | 0                                |              |              |
| Itapúa Tenis Club                   | 1 (2012)                                     | 0                                |              |              |
| SuperNico                           | 1 (2013)                                     | 0                                |              |              |
| Servando Bayo                       | 0                                            | 2 (1998, 1994)                   |              |              |
| Newell's Old Boys                   | 0                                            | 1 (1980)                         |              |              |
| Hermanos Maristas                   | 0                                            | 1 (1981)                         |              |              |
| All Stars                           | 0                                            | 1 (1982)                         |              |              |
| San Martín                          | 0                                            | 1 (1985)                         |              |              |
| Pájaro Juniors                      | 0                                            | 1 (1989)                         |              |              |
| Instituto Provincial de la Vivienda | 0                                            | 1 (1990)                         |              |              |
| Cañadón Seco                        | 0                                            | 1 (1992)                         |              |              |
| Guaraní                             | 0                                            | 1 (1995)                         |              |              |
| Confitería Avenida                  | 0                                            | 1 (1997)                         |              |              |
| Argentino Sirio                     | 0                                            | 1 (1999)                         |              |              |
| Forestal                            | 0                                            | 1 (2000)                         |              |              |
| Rosario Rowing Club                 | 0                                            | 1 (2004)                         |              |              |
| O'Higgins                           | 0                                            | 1 (2005)                         |              |              |
| Estrella Federal                    | 0                                            | 1 (2006)                         |              |              |
| Villa Pearson                       | 0                                            | 1 (2013)                         |              |              |
| Autolavado El Tiburón               | 0                                            | 1 (2017)                         |              |              |
| Plastimi                            | 0                                            | 1 (2018)                         |              |              |
| Club Alemán                         | 0                                            | 1 (2024)                         |              |              |

### Títulos por provincias
| Equipo                                                | Campeón                                                                           | Subcampeón                                                                                    | Tercer lugar | Cuarto lugar |
| ----------------------------------------------------- | --------------------------------------------------------------------------------- | --------------------------------------------------------------------------------------------- | ------------ | ------------ |
| Mendoza                                               | 13 (1985, 1987, 1990, 1995, 1997, 1998, 2003, 2004, 2009, 2010, 2015, 2023, 2024) | 15 (1984, 1986, 1993, 1996, 1998, 2002, 2008, 2010, 2011, 2012, 2014, 2016, 2019, 2022, 2024) |              |              |
| Santa Fe                                              | 8 (1982, 1986, 1989, 1991 1992, 1999, 2000, 2007)                                 | 9 (1980, 1981, 1983, 1987, 1988, 1994, 1999, 2004, 2009)                                      |              |              |
| Tierra del Fuego, Antártida e Islas del Atlántico Sur | 5 (1983, 1994, 2014, 2016, 2022)                                                  | 4 (1991, 2003, 2005, 2015)                                                                    |              |              |
| Chubut                                                | 5 (1988, 2001, 2006, 2013, 2019)                                                  | 3 (2007, 2017, 2023)                                                                          |              |              |
| Buenos Aires                                          | 5 (1996, 2008, 2011, 2017, 2018)                                                  | 2 (2006, 2013)                                                                                |              |              |
| Misiones                                              | 2 (2002, 2012                                                                     | 3 (1997, 2001, 2018)                                                                          |              |              |
| Formosa                                               | 2 (1980, 2005)                                                                    | 2 (1982, 1990)                                                                                |              |              |
| Corrientes                                            | 2 (1981, 1984)                                                                    | 1 (1995)                                                                                      |              |              |
| Ciudad de Buenos Aires                                | 1 (1993)                                                                          | 0                                                                                             |              |              |
| Santa Cruz                                            | 0                                                                                 | 1 (1992)                                                                                      |              |              |